# リッチ・ニューマン
リッチ・ニューマン（Rich Newman）は、アメリカ合衆国の作家。パラノーマル（Paranormal Inc）というグループで10年以上活動している。

## 概要
ドキュメンタリー映像作品として「Ghosts of War」を2011年にリリース。彼の作品は「Haunted Times」や「Paranormal Underground」で取り上げられている。

## 作品
- 「THE GHOST HUNTER'S FUIELD GUIDE」Rich Newman（LLEWELLYN社）

ISBN:978-0-7387-2088-3
- 「Ghosts of the Civil War: Exploring the Paranormal History of America's Deadliest War」